# دومنیکو آلبریکو
دومنیکو آلبریکو (انگلیسی: Domenico Alberico؛ زادهٔ ۲۳ ژانویهٔ ۱۹۹۹) بازیکن فوتبال اهل ایتالیا است.
از باشگاه‌هایی که در آن بازی کرده‌است می‌توان به باشگاه فوتبال کارلسروهه اشاره کرد.
وی همچنین در تیم‌های ملی فوتبال Germany national under-16 football team و زیر ۲۰ سال ایتالیا بازی کرده‌است.